# Bătălia de la Hollabrunn (1809)
Bătălia de la Hollabrunn a opus, la 9 iulie 1809, în dreptul localităților Stockerau, Hollabrunn și Znojmo, un Corp de armată austriac, al generalului Klenau unor elemente ale Corpului IV francez, aflate sub comanda mareșalului Masséna. 
Urmărind trupele austriece după bătălia de la Wagram, francezii lui Masséna s-au lovit de mai multe ori de austriecii lui Klenau într-o serie de lupte minore, dintre care cea mai importantă a avut loc la Stockerau. Apoi, pe 9 iulie, francezii din Corpul IV și austriecii din Corpul VI s-au întâlnit, atunci când austriecii au decis să opună o puternică rezistență lângă Hollabrunn, unde Klenau a decis să reziste pe poziții pentru a întârzia urmărirea franceză și a permite celorlalte Corpuri austriece să se replieze în ordine. După ce a atacat puternic inițial, cu singura divizie pe care o avea la dispoziție, cea a lui Legrand, Masséna a fost nevoit să se oprească și să aștepte venirea celorlalte trei divizii ale sale. Pierderile celor două armate nu se cunosc, dar se știe că Feldmarschalleutnant Klenau a primit Ordinul Maria-Tereza pentru abilitatea demonstrată în această acțiune.